# شهيد عزيز
شهيد عزيز (بالإنجليزية: Shahid Aziz)‏ هو عسكري باكستاني، ولد في القرن العشرين.